# Дорман, Энди
Эндрю «Энди» Дорман (англ. Andrew "Andy" Dorman, род. 1 мая 1982, Честер, Англия) — валлийский и английский футболист, полузащитник. Выступал за сборную Уэльса.

## Клубная карьера

### «Нью-Инглэнд Революшн»
После окончания школы Дорман переехал в США для учёбы в Бостонском университете, где он считался одним из лучших игроков университетской команды. После окончания университета Дорман был задрафтован клубом «Нью-Инглэнд Революшн» 58-м номером в шестом раунде Супердрафтa MLS 2004 и заключил контракт с клубом. Дебютировал в клубе 17 апреля 2004 года в матче против клуба «Сан-Хосе Эртквейкс», заменив Дауду Канте под конец матча. По итогам первого сезона в «Революшн», Дорман в общей сложности провёл на поле всего лишь 365 минут и забил два гола.
Сезон 2006 для Дормана был весьма удачным: он сыграл все 32 матча, забил 6 голов и 10 раз ассистировал в результативных атаках. В этом сезоне многие игроки «Революшн» были вынуждены пропустить много игр из-за травм и отъездов на международные матчи по своим сборным, и Дорман был вынужден проводить много времени на поле и даже играть в не своих позициях. Его трудолюбие, работоспособность и креативность в атаках привлекли всеобщее внимание и уважение, и в 2006 году Дорман был назван «Человеком года» поклонниками клуба.

### «Сент-Миррен»
Несмотря на желание Дормана продлить контракт с «Нью-Инглэнд Революшн», переговоры по контракту сорвались, и Дорман в итоге подписал контракт с шотландским клубом «Сент-Миррен» из Шотландской Премьер-лиги. Дебютировал в клубе 19 января 2008 года в домашнем матче против клуба «Мотеруэлл». Дорман забил победный гол в переигровке Кубка Шотландии в матче с клубом «Данди Юнайтед», также месяц спустя сравнил счёт в матче с этим же клубом.
Выступления Дормана в «Сент-Миррене» в 2008-09 годах привлекли внимание многих клубов, которые в целях дальнейшего приобретения наблюдали за его игрой. В покупке Дормана были заинтересованы такие клубы, как «Глазго Рейнджерс», «Шеффилд Юнайтед» и «Болтон Уондерерс». В контракте Дормана с «Сент-Миррен» был параметр «дополнительный год», который клуб реализовал в марте 2009 года после того, как Дорман был признан игроком месяца в Шотландской Премьер-лиге в феврале и апреле 2009 года. Из-за этого начали распространяться слухи о том, что клуб якобы спекулировал с контрактом Дормана. В итоге все эти слухи были опровергнуты самим Дорманом, и он заявил, что «вполне счастлив» в «Сент-Миррене» и покидать клуб пока не намерен. Тем временем менеджер Гас Макферсон заявил, что он готов отпустить Дормана за 1 миллион фунтов стерлингов. Дорман завершил сезон в «Сент-Миррене» с 12 голами (как и у лучшего бомбардира клуба Билли Мехмета).
Однако, следующий сезон для Дормана не был таким выдающимся, как предыдущий. Он не смог вновь обрести прежнюю форму и не смог достичь той планки по забитым голам, как в прошлом сезоне. Но тем не менее, интерес посторонних клубов к нему не убавился. Особый интерес к Дорману проявлял клуб «Уотфорд» из английского Чемпионшипа. Вскоре, в матче против «Селтика», Дорман в первом тайме получил травму подколенного сухожилия, которая выбила его из строя на шесть недель. Матч был проигран со счётом 1:3. В следующий встрече с «Селтиком» 24 марта 2010 года, Дорман забил гол и установил счёт 4:0. В середине апреля Дорман забил три гола в трёх матчах: против «Фалкирк», «Сент-Джонстона» и «Килмарнока». Дорман завершил сезон в «Сент-Миррене» с 12 голами, как и в предыдущем сезоне. В конце сезона Дорман заявил о своём желании не продлевать контракт с «Сент-Миррен» и покинуть клуб.

### «Кристал Пэлас»
После истечения контракта с «Сент-Миррен», Дорман перебрался в Англию и присоединился к клубу «Кристал Пэлас». Дебютировал в день открытия сезона в победном матче против «Лестер Сити». Два месяца спустя Дорман забил свой первый гол в ворота «Престон Норт Энд». Тем не менее, Дорман в клубе стартовал слабо, и вскоре, после увольнения Джорджа Берли, практически перестал попадать в основной состав.
31 августа 2012 года контракт Дормана был расторгнут по обоюдному согласию.

### Аренда в «Бристоль Роверс»
Из-за весьма ограниченных перспектив во втором сезоне в Лондоне, в ноябре 2011 года Дорман был отдан в аренду в клуб «Бристоль Роверс» из Второй Лиги. Дебютировал в клубе 12 ноября в кубковом матче против «Корби Таун». Семь дней спустя дебютировал в лиге, в матче против «Барнет». 2 января 2012 года клуб продлил аренду на месяц, а 27 января аренда была продлена до конца сезона. 25 февраля Дорман забил свой первый гол в победном матче против «Ротерем Юнайтед». К концу сезона Дорман забил свой второй гол в ворота «Аккрингтон Стэнли». По истечении срока аренды Дорман не исключил вариант возвращения в клуб после уточнения его будущего в «Кристал Пэлас».

### Возвращение в «Нью-Инглэнд Революшн»
15 ноября 2012 года Дорман подписал повторный контракт с «Нью-Инглэнд Революшн». По окончании сезона 2015 контракт Дормана с «Нью-Инглэнд Революшн» истёк.

## Международная карьера
Несмотря на то, что Дорман родился в Англии, в английской семье, вырос он в Уэльсе и имеет валлийское гражданство. Считает себя валлийцем, хоть и никто из его родственников не родился в Уэльсе. Из-за этого он не имел права играть за сборную Уэльса. Однако, в октябре 2009 года FIFA ратифицировала новые поправки, которые позволяют игрокам, до 16 лет получившим в стране обязательное образование и жившим там 5 лет, представлять эту страну. Благодаря этим поправкам, Дорман теоретически получил право выступать за сборную Уэльса. 14 ноября 2009 года Дорман был включён в состав сборной к матчу против сборной Шотландии — по иронии судьбы, в то самое время, когда он играл за «Сент-Миррен» в Шотландии. Уэльс выиграл этот матч со счётом 3:0, а Дорман так и не вышел на поле, просидев весь матч в скамье запасных. За сборную Дорман дебютировал 23 мая 2010 года в матче против сборной Хорватии, который прошёл в стадионе «Градски».

## Статистика
| Клуб                 | Лига                     | Сезон            | Чемпионат | Чемпионат | Кубки | Кубки | Еврокубки | Еврокубки | Итого | Итого |
| Клуб                 | Лига                     | Сезон            | Игры      | Голы      | Игры  | Голы  | Игры      | Голы      | Игры  | Голы  |
| -------------------- | ------------------------ | ---------------- | --------- | --------- | ----- | ----- | --------- | --------- | ----- | ----- |
| Нью-Инглэнд Революшн | MLS                      | 2004             | 20        | 2         | 3     | 0     | 0         | 0         | 23    | 2     |
| Нью-Инглэнд Революшн | MLS                      | 2005             | 30        | 2         | 1     | 0     | 0         | 0         | 30    | 2     |
| Нью-Инглэнд Революшн | MLS                      | 2006             | 32        | 6         | 4     | 0     | 0         | 0         | 36    | 6     |
| Нью-Инглэнд Революшн | MLS                      | 2007             | 30        | 7         | 2     | 0     | 0         | 0         | 32    | 7     |
| Нью-Инглэнд Революшн | MLS                      | 2013             | 12        | 0         | 5     | 2     | 0         | 0         | 17    | 2     |
| Нью-Инглэнд Революшн | MLS                      | 2014             | 16        | 0         | 3     | 0     | 0         | 0         | 19    | 0     |
| Нью-Инглэнд Революшн | MLS                      | 2015             | 18        | 1         | 0     | 0     | 0         | 0         | 18    | 1     |
| Нью-Инглэнд Революшн | Итого                    | Итого            | 158       | 18        | 18    | 2     | 0         | 0         | 175   | 20    |
| Сент-Миррен          | Шотландская Премьер-лига | 2007/08          | 18        | 3         | 0     | 0     | 0         | 0         | 18    | 3     |
| Сент-Миррен          | Шотландская Премьер-лига | 2008/09          | 36        | 10        | 2     | 1     | 0         | 0         | 38    | 11    |
| Сент-Миррен          | Шотландская Премьер-лига | 2009/10          | 34        | 6         | 9     | 1     | 0         | 0         | 43    | 7     |
| Сент-Миррен          | Итого                    | Итого            | 88        | 19        | 11    | 2     | 0         | 0         | 99    | 21    |
| Кристал Пэлас        | Чемпионшип               | 2010/11          | 20        | 1         | 3     | 0     | 0         | 0         | 23    | 1     |
| Кристал Пэлас        | Чемпионшип               | 2011/12          | 1         | 0         | 2     | 0     | 0         | 0         | 3     | 0     |
| Кристал Пэлас        | Итого                    | Итого            | 21        | 1         | 5     | 0     | 0         | 0         | 26    | 1     |
| → Бристоль Роверс    | Вторая лига              | 2011/12          | 25        | 2         | 3     | 0     | 0         | 0         | 28    | 2     |
| → Бристоль Роверс    | Итого                    | Итого            | 25        | 2         | 3     | 0     | 0         | 0         | 28    | 2     |
| Всего за карьеру     | Всего за карьеру         | Всего за карьеру | 292       | 40        | 37    | 4     | 0         | 0         | 328   | 44    |

## Достижения
«Нью-Инглэнд Революшн»
- Обладатель Открытого кубка США: 2007
- Игрок года: 2006

 «Сент-Миррен»
- Финалист Кубка шотландской лиги: 2010
- Renfrewshire Cup[англ.]: 2008, 2009
- Игрок месяца в Шотландской Премьер-лиге: февраль и апрель 2009 года